# Geometry Dash
Geometry Dash là một loạt các trò chơi điện tử nền tảng âm nhạc được phát triển bởi nhà phát triển người Thụy Điển Robert Topala, hay còn được gọi là RobTop. Trò chơi đầu tiên, được gọi đơn giản là Geometry Dash, được phát hành vào ngày 13 tháng 8 năm 2013, trên iOS và Android, và phiên bản Steam được phát hành vào ngày 22 tháng 12 năm 2014. Trong Geometry Dash, người chơi kiểm soát chuyển động của một biểu tượng (khối hình vuông, tàu bay, bóng, UFO, mũi tên, robot, nhện, swing copter và jetpack (trong platformer) và điều hướng dựa trên âm nhạc để có thể đưa được biểu tượng về đích, đồng thời tránh các chướng ngại vật như gai, bánh răng cưa và tường chắn có thể phá hủy biểu tượng ngay lập tức khi va chạm, Geometry Dash có 12 độ khó khác nhau gồm: auto, easy, normal, hard, harder, insane, easy demon, medium demon, hard demon, insane demon, extreme demon.
Geometry Dash hiện bao gồm 26 màn chơi chính thức. Nó nổi tiếng với hệ thống tạo màn chơi mở rộng , nơi người chơi có thể tạo ra các màn chơi tùy chỉnh của riêng họ, chia sẻ chúng trực tuyến và chơi các màn chơi do những người chơi khác thiết kế. Hơn 95 triệu màn chơi với nhiều cấp độ khác nhau đã được tạo ra. Ngoài các màn chơi chính thức, một số màn chơi do người dùng tạo nhất định đã được giới thiệu trong nội dung chính của trò chơi, chẳng hạn như Map Pack, Gauntlet, List, Daily Level, Weekly Demon và thanh tìm kiếm.  [cần tham khảo] Đơn vị tiền tệ trong trò chơi, chẳng hạn như sao, mặt trăng, đồng xu bí mật, đồng xu người dùng (chỉ được xác minh), quả cầu năng lượng hoặc kim cương có thể nhận được từ rương hoặc cấp độ chính thức (trong đó chỉ có thể nhận được đồng xu bí mật) và cấp độ do người dùng tạo (trong mà người dùng chỉ có thể nhận được tiền).
Ngoài trò chơi gốc, 4 trò chơi phụ khác trong series bao gồm: Geometry Dash Meltdown, Geometry Dash World, Geometry Dash SubZero và Geometry Dash Lite.

## Gameplay

Phần Swing trong cấp độ Dash, được giới thiệu trong bản cập nhật 2.2, đây là màn chơi thứ 22 trong số 26 màn chơi chính thức của Geometry Dash

Tùy thuộc vào nền tảng mà trò chơi được chơi, Geometry Dash có thể được chơi bằng màn hình cảm ứng, bàn phím, chuột hoặc bộ điều khiển. Người chơi điều khiển chuyển động của biểu tượng của họ thông qua đầu vào dưới hình thức nhấn hoặc giữ, với mục tiêu hoàn thành một cấp độ bằng cách đạt đến điểm cuối của nó. Đáng chú ý, nếu biểu tượng bị phá huỷ, cấp độ sẽ bắt đầu lại từ đầu, ngoại lệ là ở chế độ luyện tập (practice mode), ở đó các mốc được đánh dấu bằng hình thoi màu xanh lá dọc theo hướng di chuyển của biểu tượng (biểu tượng sau khi chết sẽ trở về mốc gần nhất), và người chơi có thể khảo sát được cấu trúc (layout) của cấp độ và luyện tập cấp độ trước khi chính thức hoàn thành cấp độ đó. Thời gian và nhịp điệu của âm nhạc trong trò chơi là những phần quan trọng của trò chơi, thường liên quan đến nhau.
Trong trò chơi, biểu tượng của người chơi có dạng một trong tám hình thể khác nhau. Mỗi biểu tượng có hình thái chuyển động khác nhau với mỗi lần điều khiển. Chuyển động của biểu tượng còn phức tạp hơn bởi các cổng, cho phép người chơi thay đổi giữa các biểu tượng, đảo ngược hướng trọng lực, thay đổi kích thước biểu tượng của họ, phản chiếu hướng di chuyển của họ, thay đổi tốc độ của biểu tượng hoặc dịch chuyển tức thời. Hơn nữa, các miếng đệm nhảy và vòng có thể được sử dụng để di chuyển biểu tượng theo những hướng nhất định hoặc thay đổi trọng lực.
Cụ thể, các biểu tượng của trò chơi được phân thành nhiều loại khác nhau:
Các loại biểu tượng
Có tất cả 9 loại biểu tượng: khối hình vuông, tàu bay, bóng, UFO, mũi tên, robot, nhện, swing copter và jetpack (tàu bay ở chế độ Platfromer). Mỗi loại biểu tượng có hình thái chuyển động riêng biệt:
- Khối hình vuông (Cube): Có thể nhảy khi tiếp xúc trên một mặt phẳng không có gai hay chướng ngại vật. Sức nhảy của khối hình vuông có thể vượt qua tối đa 3 gai xếp sát nhau liên tiếp ở tốc độ thông thường.  Không gian chuyển động của khối hình vuông là tự do và không bị giới hạn.
- Tàu bay (Ship): Có thể di chuyển lên xuống trong không trung một cách mềm mại theo hình lượn sóng khi người chơi nhấn giữ và thả tay. Tàu bay không bị phá huỷ khi tiếp xúc với mặt phẳng không có gai ở cả bên trên và dưới. Không gian chuyển động của tàu bay bị giới hạn ở bên trên và bên dưới.
- Bóng (Ball): Có thể thay đổi trọng lực khi tiếp xúc trên một mặt phẳng không có gai hay chướng ngại vật. Bóng di chuyển mềm mại khi thay đổi trọng lực và thường có xu hướng theo phương chéo. Không gian chuyển động của bóng bị giới hạn ở bên trên và bên dưới, hẹp hơn so với tàu bay.
- UFO: Có thể nhảy ngay cả trong không trung. UFO không bị phá huỷ khi tiếp xúc với mặt phẳng không có gai ở cả bên trên và dưới. Không gian chuyển động của UFO bị giới hạn ở bên trên và bên dưới, tương đương với tàu bay.
- Mũi tên (Wave): Di chuyển theo hình zigzag lên xuống mỗi khi người chơi nhấn giữ và thả tay. Mũi tên không bị phá huỷ khi tiếp xúc với mặt đất ở cả trên và dưới nhưng bị phá huỷ kể cả khi tiếp xúc với mặt phẳng không có gai (trừ khi có D block). Không gian chuyển động của mũi tên bị giới hạn ở bên trên và bên dưới, tương đương với tàu bay và UFO.
- Robot: Có thể nhảy lên trong một giới hạn nhất định khi tiếp xúc với mặt phẳng không có gai và người chơi nhấn giữ. Tuỳ vào thời gian nhấn giữ mà robot có thể nhảy cao hay thấp. Không gian chuyển động của robot là tự do và không bị giới hạn.
- Nhện (Spider): Giống như bóng, nhện có thể thay đổi trọng lực khi tiếp xúc với một mặt phẳng không có gai hay chướng ngại vật. Tuy nhiên khác với bóng thì nhện di chuyển nhanh hơn và hầu như di chuyển lên xuống theo phương thẳng đứng thay vì phương chéo như bóng. Không gian chuyển động của nhện bị giới hạn ở bên trên và bên dưới, tương đương với bóng.
- Swing copter: Có thể di chyển trong không trung một cách mềm mại theo hình lượn sóng. Tuy nhiên, khác với tàu bay, người chơi không cần nhấn giữ. Nếu nhấn lần thứ nhất thì swingcopter sẽ bay lên và nếu nhấn lần thứ hai thì swingcopter sẽ bay xuống. Swingcopter không bị phá huỷ khi tiếp xúc với mặt phẳng không có gai ở cả bên trên và dưới.   Không gian chuyển động của swing bị giới hạn  ở bên trên và bên dưới, tương đương với tàu bay, mũi tên và UFO.
- Jetpack: Một phiên bản khác của tàu bay, cách thức hoạt động cũng giống như tàu bay, nhưng chỉ có thể được sử dụng khi ở chế độ Platformer. Không gian chuyển động của jetpack bị giới hạn  ở bên trên và bên dưới, tương đương với tàu bay, UFO, mũi tên và swing.
Cổng (Portal)
Mỗi cổng đều phát huy tác dụng nhất định đối với biểu tượng mỗi khi đi vào. Trong đó, có 8 loại cổng biến đổi loại biểu tượng và 10 loại cổng chức năng:
- Cổng khối hình vuông (Cube portal): Có màu xanh lá, tròn, bề dày trung bình, khi một biểu tượng bất kỳ đi vào đó sẽ biến thành khối hình vuông.
- Cổng tàu bay (Ship portal): Có màu tím hồng, tròn, bề dày trung bình, khi một biểu tượng bất kỳ đi vào đó sẽ biến thành tàu bay.
- Cổng bóng (Ball portal): Có màu đỏ nhạt, tròn, bề dày trung bình, khi một biểu tượng bất kỳ đi vào đó sẽ biến thành bóng.
- Cổng UFO (UFO portal): Có màu vàng cam, tròn, bề dày trung bình, khi một biểu tượng bất kỳ đi vào đó sẽ biến thành UFO.
- Cổng mũi tên (Wave portal): Có màu xanh dương, tròn, bề dày trung bình, khi một biểu tượng bất kỳ đi vào đó sẽ biến thành mũi tên.
- Cổng robot (Robot portal): Có màu trắng, tròn, bề dày trung bình, khi một biểu tượng bất kỳ đi vào đó sẽ biến thành robot.
- Cổng nhện (Spider portal): Có màu tím đậm, tròn, bề dày trung bình, khi một biểu tượng bất kỳ đi vào đó sẽ biến thành nhện.
- Cổng swing (Swing portal): Có màu vàng nhạt, bề dày trung bình, khi một biểu tượng bất kỳ đi vào đó sẽ biến thành swing.
Các loại cổng chức năng bao gồm:
- Cổng đảo ngược trọng lực từ dưới lên trên (Gravity portal): Có màu vàng, tròn, bề dày mỏng, khi biểu tượng đi vào thì sẽ bị thay đổi trọng lực thành từ dưới lên trên.
- Cổng đảo ngược trọng lực từ trên xuống dưới (Gravity portal): Có màu xanh dương, tròn, bề dày mỏng, khi biểu tượng đi vào thì sẽ bị thay đổi trọng lực thành từ trên xuống dưới.
- Cổng thu nhỏ (Size portal): Có màu hồng đậm, hình tròn bị cắt viền ngoài, bề dày mỏng, khi biểu tượng đi vào thì sẽ bị thu nhỏ so với kích thước thông thường. Biểu tượng bị thu nhỏ thường có xu hướng chuyển động nhanh hơn và khó điều khiển hơn so với biểu tượng ở kích thước thông thường.
- Cổng phóng to (Size portal): Có màu xanh lá, hình tròn bị cắt viền ngoài, bề dày mỏng, khi biểu tượng đi vào thì sẽ được phóng to trở về kích thước thông thường.
- Cổng gương (Mirror portal): Có màu vàng cam, gồm nhiều vòng tròn lớn nhỏ lồng nhau thành hình phễu, bề dày lớn, khi biểu tượng đi vào thì chuyển động của trò chơi sẽ bị phản chiếu (khi đó người chơi cảm nhận thấy biểu tượng di chuyển từ phải sang trái)
- Cổng ngược của cổng gương (Mirror portal): Có màu xanh dương, gồm nhiều vòng tròn lớn nhỏ lồng nhau thành hình phễu, bề dày lớn, khi biểu tượng đi vào thì màn hình bị phản chiếu của trò chơi sẽ trở lại trạng thái ban đầu.
- Cổng nhân đôi (Dual portal): Có màu vàng cam, hình tam giác, khi biểu tượng đi vào đó sẽ bị phân tách thành hai biểu tượng có trọng lực ngược nhau, có không gian chuyển động bị giới hạn ở bên trên và bên dưới.  Lúc này người chơi cần điều khiển sao cho cả hai biểu tượng không va chạm với gai và chướng ngại vật (nếu một trong hai biểu tượng chết, trò chơi kết thúc và bắt đầu lại từ đầu)
- Cổng thoát nhân đôi (Dual portal): Có màu xanh dương, hình tam giác, khi một trong hai biểu tượng đi vào đó thì biểu tượng còn lại biến mất và người chơi chỉ cần điều khiển một biểu tượng như trạng thái ban đầu.
- Cổng dịch chuyển (Teleportation portal): Thường tồn tại theo cặp, một cái có màu xanh dương là cổng vào, một cái có màu vàng cam là cổng ra, bề dày lớn, tròn, giống cái bát, khi biểu tượng đi vào cổng vào thì sẽ dịch chuyển và thoát ra qua cổng ra.
- Cổng tốc độ (Speed portal): hình các mũi tên, có chức năng thay đổi tốc độ di chuyển của biểu tượng cũng như của trò chơi, có 5 loại cổng tốc độ:
+ Cổng gấp đôi tốc độ: hai mũi tên màu xanh lá, khi biểu tượng đi vào thì tốc độ của trò chơi sẽ gấp đôi so với tốc độ thông thường.
+ Cổng gấp ba lần tốc độ: ba mũi tên màu hồng tím, khi biểu tượng đi vào thì tốc độ của trò chơi sẽ gấp ba lần so với tốc độ thông thường.
+ Cổng gấp bốn lần tốc độ: bốn mũi tên màu đỏ, khi biểu tượng đi vào thì tốc độ của trò chơi sẽ gấp bốn lần so với tốc độ thông thường.
+ Cổng tốc độ thông thường: một mũi tên màu xanh dương, khi biểu tượng đi vào thì tốc độ của trò chơi sẽ trở lại tốc độ thông thường.
+ Cổng giảm tốc độ: một mũi tên màu vàng cam, bề dày lớn hơn, thường quay sang bên trái, khi biểu tượng đi vào thì tốc độ của trò chơi sẽ giảm đi một nửa so với tốc độ thông thường.
Đệm nhảy (Pad)
Các đệm nhảy sẽ tự động giúp cho biểu tượng di chuyển theo một cách nhất định mỗi khi biểu tượng chạm vào. Đôi khi một số đệm nhảy là đánh lừa để cho biểu tượng va vào chướng ngại vật rồi chết mà người chơi cần tránh. Có 4 loại đệm nhảy:
- Màu vàng: Nhảy vừa.
- Màu hồng: Nhảy thấp.
- Màu đỏ: Nhảy cao.
- Màu xanh dương: Đảo ngược trọng lực.
- Màu tím: nhảy lên tức thì và đảo ngược trọng lực (giống như spider).
Vòng (Ring hoặc Orb): Tương tự các đệm nhảy, các vòng cũng giúp cho biểu tượng di chuyển theo một cách nhất định mỗi khi biểu tượng chạm vào. Đôi khi một số vòng là đánh lừa để cho biểu tượng va vào chướng ngại vật rồi chết mà người chơi cần tránh. Tuy nhiên khác với đệm nhảy là người chơi cần nhấn ngay khi biểu tượng chạm vào vòng thì các vòng mới phát huy tác dụng. Có 8 loại vòng:
- Màu vàng: Nhảy vừa
- Màu hồng: Nhảy thấp
- Màu đỏ: Nhảy cao
- Màu xanh dương: Đảo ngược trọng lực
- Màu xanh lá: Đảo ngược trọng lực và nhảy trung bình
- Màu đen: Di chuyển nhanh chóng theo phương thẳng đứng theo chiều hiện tại của trọng lực
- Màu tím: Dịch chuyển tức thời và đảo ngược trọng lực (như spider)
- Mũi tên xanh lá: Di chuyển thẳng theo hướng của mũi tên khi giữ
- Mũi tên tím hồng: Di chuyển thẳng theo hướng của mũi tên khi giữ và đảo ngược trọng lực
Có 26 cấp độ chính thức trong phiên bản đầy đủ của Geometry Dash, 23 màn chơi trong số đó được mở khóa sẵn khi cài đặt. Mỗi màn chơi sẽ cấp phần thưởng khi hoàn thành và chứa những đồng xu bí mật (Secret coins) , được yêu cầu để mở khóa ba màn chơi bị khóa. Mỗi màn chơi chính thức này chứa tối đa 3 đồng xu bí mật.
Tất cả các cấp độ của trò chơi (kể cả chính thức và do người chơi tạo ở phiên bản đầy đủ) đều được chia thành 6 độ khó chính sau (ngoại trừ chế độ platformer):
- Dễ (Easy): Mặt cười tươi màu xanh dương
- Bình thường (Normal): Mặt cười mỉm màu xanh lá
- Khó (Hard): Mặt lo lắng màu vàng
- Khó hơn (Harder): Mặt tức giận màu đỏ
- Điên (Insane): Mặt kêu gào nổi cáu màu tím hồng
- Quỷ (Demon): Mặt con quỷ có sừng
Riêng độ khó Quỷ được chia ra làm 5 mức (thường được xếp hạng cho các màn chơi do người chơi tạo ra):
- Quỷ dễ (Easy Demon)
- Quỷ trung bình (Medium Demon)
- Quỷ khó (Hard Demon)
- Quỷ điên (Insane Demon)
- Siêu quỷ (Extreme Demon) - Độ khó cao nhất
Người chơi có thể kiếm được những thành tựu để mở khóa phần thưởng, chẳng hạn như biểu tượng hoặc màu sắc. Người chơi cũng có thể sử dụng năm cửa hàng [18] sử dụng đơn vị tiền tệ trong trò chơi để mua các biểu tượng hoặc màu sắc.
Phiên bản đầy đủ của trò chơi cũng có tính năng tải lên và tải xuống các cấp độ do người dùng tạo. Người chơi phải hoàn thành cấp độ của mình với tất cả các đồng xu do người dùng đặt ở chế độ bình thường để có thể tải lên trước khi nó có thể được tải lên, một quá trình được gọi là xác minh (Verify). Các thay đổi sau khi xác minh sẽ hiển thị lại cấp chưa được xác minh (Unverified).  Một số cấp độ tùy chỉnh có độ khó do Topala xác định. Người tạo ra một cấp độ nhất định, người chơi và người điều hành trò chơi có thể ảnh hưởng đến quyết định này. Các cấp độ do người dùng tạo, có 12 độ khó: năm cấp độ cũng được sử dụng trong các cấp độ chính thức, một độ khó N/A không xác định (chỉ xác định qua đánh giá của người chơi khác), độ khó tự động cho các cấp độ không yêu cầu người chơi phải làm gì để hoàn thành và năm biến thể của độ khó quỷ: Easy, Medium, Hard, Insane và Extreme. Ở một số cấp độ nhất định do người dùng tạo đã được phê duyệt, mỗi độ khó sẽ thưởng một số sao nhất định khi hoàn thành. Những màn chơi do người dùng tạo ra khi người chơi đánh bại sẽ được thưởng số sao như sau (những màn chơi chính do RobTop tạo ra không dựa vào độ khó để quyết định số sao thưởng):
- N/A: không thưởng sao
- Tự động (Auto): 1 sao
- Easy: 2 sao
- Normal: 3 sao
- Hard: 4 sao và 5 sao
- Harder: 6 sao và 7 sao
- Insane: 8 sao và 9 sao
- Demon: 10 sao trở lên

## Phát triển
Theo Topala, trò chơi bắt đầu như một dự án có thể di chuyển theo bất kỳ hướng nào. Anh đưa ra nhận xét, "nó chỉ đơn giản bắt đầu như một khuôn mẫu với một khối lập phương có thể bị rơi và nhảy" và "thực sự không có kế hoạch chi tiết".  Trước đây anh ấy đã phát triển nó cho máy tính, nhưng sau đó đã thay đổi kế hoạch của mình và cố gắng biến nó thành một trò chơi di động . Topala lấy cảm hứng từ " The Impossible Game " và anh ấy đã mất khoảng bốn tháng để tạo ra trò chơi và đưa nó lên App Store và Google Play Store . Trong phiên bản beta, trò chơi có tên là Geometry Jump , nhưng sau đó được đổi thành Geometry Dash . Trò chơi được phát triển trên game engine Cocos2d.
Khi phát hành, Geometry Dash chỉ có bảy cấp độ, hiện đang được chơi miễn phí trên phiên bản miễn phí của trò chơi, cùng với sáu cấp độ khác được phát hành trong các bản cập nhật sau trong phiên bản đầy đủ. Nó nhanh chóng trở nên phổ biến rộng rãi trên khắp thế giới, đặc biệt là Canada , nơi nó đã đạt được danh hiệu là ứng dụng iPhone trả phí phổ biến nhất vào tháng 6 năm 2014. Có bốn phiên bản miễn phí của trò chơi, một là Geometry Dash Lite hiện tại (tính đến Bản cập nhật của Lite 2.2) bao gồm 13 cấp độ đầu tiên từ phiên bản đầy đủ.

### Phát triển bản cập nhật 2.2
Vào ngày 14 tháng 8 năm 2021, Topala đã phát hành một video quay lén phiên bản 2.2, bản cập nhật lớn đầu tiên sau 5 năm, trên kênh YouTube của anh ấy. Ngày phát hành vẫn chưa được công bố.
Để phục vụ trong việc ra mắt bản cập nhật lớn 2.2, Topala đã cập nhật 3 phiên bản Geometry Dash spin-off, là Lite, Meltdown và World. Vào ngày 29 tháng 5 năm 2022, anh đã ra mắt bản cập nhật cho phiên bản Lite dưới dạng phiên bản beta cho iOS, cùng với một số tính năng mới. Bản cập nhật này đồng thời cũng xuất hiện dành cho thiết bị Android vào ngày 9 tháng 6, tuy nhiên, một số báo cáo rằng, người chơi gặp phải lỗi như lỗi hitbox, lỗi dual camera offset. Sau khi có báo cáo, Topala đã tung ra bản vá lỗi vào ngày 14 tháng 6 cho phiên bản Lite, trong đó, màn Hexagon Force đã được thêm vào.
Vào ngày 14 tháng 6, 5 ngày sau khi bản cập nhật beta cho Lite đã ra mắt, phiên bản World đã cập nhật, cùng với tính năng mới và đã giới thiệu "Treasure Room" được thiết kế lại. Vào ngày 20 tháng 6, phiên bản Meltdown cũng được cập nhật lên 2.21 dưới dạng bản cập nhật nhỏ. Vào ngày 29 tháng 6, 3 phiên bản Lite, World và Meltdown cùng lúc dược cập nhật lên 2.21.3. Với việc cập nhật này, nhiều người tin rằng, phiên bản 2.2 đang rất đến gần.
Vào ngày 11 tháng 7, phiên bản SubZero cũng được cập nhật lên 2.212, cùng với sự thay đổi của đặt coin (xu). Điều này bắt nguồn từ một video của một YouTuber tên Colon về phiên bản SubZero có cách đặt xu rất tệ, và RobTop sau đó cũng phản hồi lại bằng cách tung bản cập nhật 2.212 nói trên.
Vào ngày 5 tháng 9, Robert tung video quay lén 2.2 lần 2, lần này là màn "Explorers" mà cộng đồng Geometry Dash đã đợi rất lâu. Tuy nhiên, video này hứng phải nhiều chỉ trích do thiết kế nhàm chán, gameplay cực tệ. Topala đã phát hành bản xem trước thứ ba vào ngày 15 tháng 5 năm 2023, giới thiệu các tính năng bổ sung của chế độ nền tảng và thư viện hiệu ứng âm thanh cho các cấp độ tùy chỉnh.
Vào ngày 13 tháng 8 năm 2023, trong khuôn khổ lễ kỷ niệm 10 năm trò chơi, Topala đã phát hành một video dài 27 phút kỷ niệm ngày kỷ niệm này. Ở cuối video, ngày phát hành của 2.2 được tiết lộ là tháng 10 năm 2023, đây là bản cập nhật đầu tiên được phát hành sau sáu năm. Tuy nhiên, đến ngày 20 tháng 10, trên trang Discord chính thức của RobTopGames, Topala đã thông báo với mọi người rằng bản cập nhật 2.2 sẽ bị lùi thời điểm phát hành từ tháng 10 như dự kiến thành tháng 11 do anh đang sửa một số trực trặc phát sinh và khởi chạy lại server.
Vào ngày 19 tháng 12 năm 2023, Topala công bố bản cập nhật 2.2 chính thức ra mắt sau gần 7 năm chờ đợi trong một bài đăng trên X (trước đây là Twitter) với bài đăng ghi là "check steam" (ám chỉ Steam của Valve) cùng với một đoạn clip từ Avengers: Infinity War.

## Tiếp nhận
Trò chơi đã mở ra để nhận được đánh giá tích cực từ các nhà phê bình. Softpedia khen ngợi phong cách của trò chơi và thử thách mà nó mang lại, nói rằng, "Mặc dù đôi khi nó có thể khiến bạn hơi bực bội, nhưng bạn luôn có thể hoàn thành các giai đoạn bằng cách sử dụng chế độ luyện tập và sau đó nhảy vào nhiều cấp độ khác nhau do người dùng tạo." 148Apps đã đánh giá tích cực trò chơi, nói rằng, "Geometry Dash cung cấp tất cả các thử thách được mong đợi từ một trò chơi" không thể "đồng thời giúp người chơi dễ tiếp cận hơn." Geometry Dash cũng đã được nhà phê bình Chris Morris liệt kê trên trang web Common Sense Media là một trò chơi điện tử thân thiện với trẻ em mà các bậc cha mẹ có thể cho con mình chơi, nói rằng trò chơi là một "cách tốt để giải quyết sự thất vọng" và rằng "các gia đình cũng có thể nói về nhịp điệu và niềm vui khi nhảy múa trong thời gian với âm nhạc"  Trên App Store , Geometry Dash được xếp hạng thứ 2 cho 10 trò chơi trả phí hàng đầu trên iPad của ứng dụng và hạng 7 cho 10 trò chơi trả phí trên iPhone hàng đầu năm 2018.

### Các phiên bản khác
Đối với Geometry Dash World, Gamezebo khen ngợi sự hấp dẫn và phong cách chơi tốt của trò chơi, mặc dù người đánh giá lưu ý rằng đây không phải là "trò chơi có vẻ ngoài thú vị nhất".  Gerson Noboa từ AndroidGuys ca ngợi phần mở rộng của Geometry Dash , nói rằng "Geometry Dash World là một bổ sung xứng đáng cho kho vũ khí trò chơi của bạn. Nhờ các yếu tố đồ họa và âm thanh được kết nối chặt chẽ, trò chơi cung cấp trải nghiệm tích hợp, tuyệt vời. hiếm thấy trong các trò chơi trên Play Store ".

## Cấp độ chính
Dưới đây là 26 cấp độ chính chính của Geometry Dash (22 cấp độ cổ điển và 4 cấp độ Platfromer) đươc sắp xếp theo độ khó từ dễ đến quỷ:
- Dễ (Easy): Stereo Madness, Back On Track.
- Bình thường (Normal): Polargeist, Dry Out.
- Khó (Hard): Base After Base, Cant Let Go.
- Khó hơn (Harder): Jumper, Time Machine, Cycles, Blast Processing, Geometrical Dominator.
- Điên (Insane): xStep, Clutterfunk, Theory Of Everything, Electroman Adventures, Electrodynamix, Hexagon Force, Fingerdash, Dash.
- Quỷ (Demon): Clubstep, Theory Of Everything 2, Deadlocked.
- Cấp độ Platfromer: The Tower, The Sewers, The Cellar, The Secret Hollow.

## Spin-off

### Geometry Dash Lite
Geometry Dash Lite là phiên bản miễn phí của trò chơi với các quảng cáo và hạn chế về cách chơi. Geometry Dash Lite có 16 màn chơi, nhưng thiếu khả năng tạo và chơi các cấp độ tùy chỉnh do người dùng tạo. Nó cũng có nhiều lựa chọn tùy chỉnh nhân vật hạn chế hơn, thiếu nhiều biểu tượng và màu sắc có thể được sử dụng trong trò chơi đầy đủ.

### Geometry Dash Meltdown
Vào ngày 16 tháng 12 năm 2015, Topala đã công bố một trò chơi spin-off có tên Geometry Dash Meltdown, được phát hành vào ngày 19 tháng 12 năm 2015, cho iOS và Android. Kể từ bản cập nhật 1.0, nó bao gồm 3 màn chơi tương ứng với 3 cấp độ dễ, bình thường, khó là The Seven Seas, Viking Arena và Airborne Robots. Những màn chơi này chứa các bài hát của F-777. Trò chơi giới thiệu các biểu tượng mới từ phiên bản 2.1 và các tính năng ở các cấp độ được bổ sung trong phiên bản 2.0 của trò chơi gốc.

### Geometry Dash World
Vào ngày 21 tháng 12 năm 2016, Robert Topala công bố trò chơi phụ thứ hai có tựa đề Geometry Dash World, nói rằng nó sẽ ra mắt cùng ngày. Hiện tại (tính đến bản cập nhật 1.0), nó bao gồm 2 thế giới với 5 cấp độ trong mỗi thế giới, biểu tượng 2.1 mới, cửa hàng, kho tiền mới, nhiệm vụ hàng ngày, cấp độ & phần thưởng và rương bí mật được thực hiện để giới thiệu một số tính năng 2.1 mới bao gồm trong bản cập nhật của phiên bản đầy đủ. Các màn chơi chính trong phiên bản này gồm:
+ Payload
+ Beast Mode
+ Machina
+ Years
+ Frontlines
----------> thuộc Dashlands - Vùng đất chạy (thế giới thứ nhất)
+ Space Pirates
+ Striker
+ Embers
+ Round 1
+ Monster Dance Off
----------> thuộc Toxic Factory - Nhà máy độc hại (thế giới thứ hai)
Ngoài ra, trong phiên bản này sau khi hoàn thành tất cả các màn chơi chính, trò chơi sẽ mở khóa những màn chơi online những người chơi tạo ra.

### Geometry Dash SubZero
Vào ngày 12 tháng 12 năm 2017, Robert Topala công bố trò chơi spin-off thứ ba có tên Geometry Dash SubZero, được phát hành vào ngày 21 tháng 12 năm 2017. Nó bao gồm 3 màn chơi tương ứng với 3 cấp độ bình thường, khó và khó hơn là Press Start, Nock Em và Power Trip. Nó hiện là trò chơi độc lập mới nhất được phát hành trong sê-ri, và là trò chơi đầu tiên cung cấp một số tính năng của bản cập nhật 2.2 chưa phát hành của trò chơi chính (kể từ tháng 6 năm 2022), bao gồm các tính năng từ bản cập nhật như biểu tượng mới và điều khiển camera.